# Brampton Bierlow
Pour les articles homonymes, voir Brampton.
Brampton Bierlow est un village et une paroisse civile du Yorkshire du Sud, en Angleterre.